# Nothomyia woodruffi
Nothomyia woodruffi är en tvåvingeart som beskrevs av James 1977. Nothomyia woodruffi ingår i släktet Nothomyia och familjen vapenflugor.
Artens utbredningsområde är Jamaica. Inga underarter finns listade i Catalogue of Life.